# Abusivo esercizio di una professione
L'abusivo esercizio di una professione è un delitto disciplinato dall'art. 348 del codice penale italiano.

## Precetto
Tale norma punisce chiunque eserciti una professione per l'esercizio della quale è prevista l'ammissione ed iscrizione a speciali albi o elenchi, senza esserne stato abilitato a norma di legge.
Questa è una tipica norma penale in bianco in quanto, per poter definire con certezza cosa sia lecito o meno, la norma penale ha bisogno di essere integrata da altra norma dell'ordinamento. Nella specie è demandata al diritto amministrativo stabilire quali professioni siano esercitabili con una speciale abilitazione.
Si deve ritenere colpevole di abusivismo:
- chi non è stato abilitato
- chi è in possesso di titolo idoneo, ma non è iscritto all'Albo
- l'iscritto all'Albo che sia stato sospeso o radiato dallo stesso
- il diplomato o laureato e/o abilitato in altro Paese, ma con titolo non riconosciuto dallo Stato italiano.

Il prestanomismo è una forma di abusivismo: a nulla importa se chi concorre al reato sia abilitato e si sia comportato con perizia, prudenza e diligenza.

## Testi normativi
- Codice penale italiano